# Brunoise

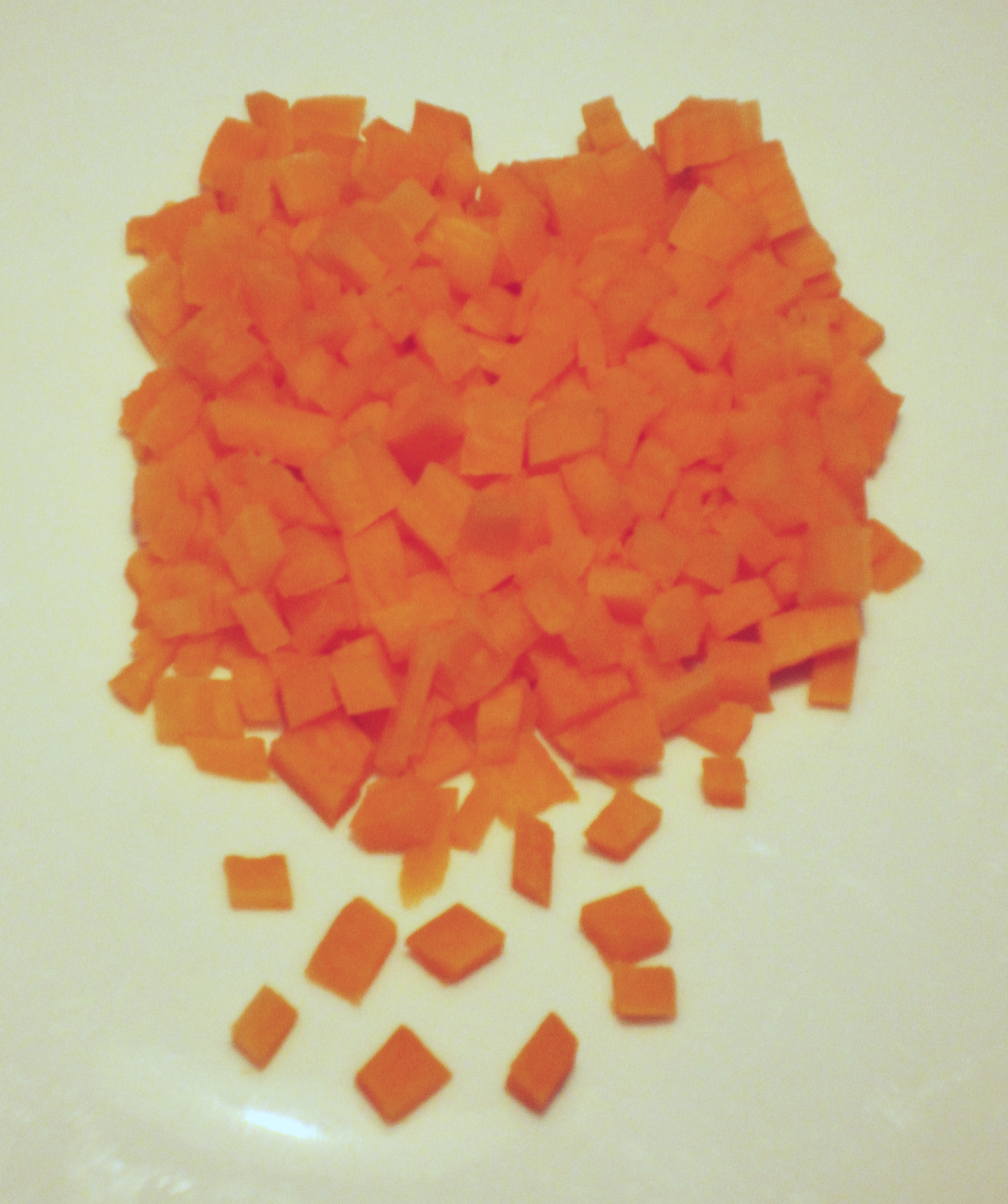
Karotten-Brunoise

Brunoise ist der Fachbegriff für eine beim Kochen verwendete Schneideart von Gemüse.
Es handelt sich dabei um in sehr kleine Würfel (1–2 mm) geschnittenes Gemüse wie Karotten, Paprika, Zucchini, Sellerie, Lauch, Kohl oder Zwiebeln.
Verwendet wird die Brunoise als Einlage für Suppen und Saucen, aber auch als Beimischung zu Fisch- und Reisgerichten sowie zur Dekorierung von Salattellern. Gerne wird Gemüse brunoise auch in Aspik verwendet.